# Emil Schrecker

Emil Schrecker (um 1900)

Emil Schrecker (* 31. Januar 1823 in Erfurt; † 6. Januar 1905 vermutlich in Eilenburg) war ein deutscher Politiker und Freimaurer. Er war von 1858 bis 1893 Bürgermeister von Eilenburg.

## Leben

### Frühe Jahre
Schrecker wurde 1823 in Erfurt geboren. Nach dem Abitur trat er in den Militärdienst als Avantgeur bei der Artillerie ein. Schrecker verließ die Armee als Premierleutnant. Zunächst arbeitete er als Kreissekretär in Wittenberg, bis er 1858 nach Eilenburg kam.

### Bürgermeister in Eilenburg
Schrecker wurde am 4. Januar 1858 in das Bürgermeisteramt gewählt und bekleidete diese Position bis zum 30. Januar 1893. Während seiner jahrzehntelangen Amtszeit wurde 1859 eine städtische Hilfskasse eingerichtet und die Schutzdämme gegen Hochwasser erhöht. 1861 wurde der Marktplatz gepflastert. Eine Armenspeiseanstalt für die Wintermonate und die Freiwillige Feuerwehr (1863) als zweite Institution ihrer Art in Sachsen wurden gegründet. 1865 wird Schrecker wegen seiner Verdienste am Bahnbau Halle–Eilenburg–Guben auf Lebenszeit gewählt. 1868 erfolgte der Umbau der Gaststätte Zur alten Burg zum Krankenhaus.
1870/71 war Schrecker Teilnehmer am Deutsch-Französischen Krieg. Während des Krieges wurde er vom Hauptmann zum Major befördert und mit dem Eisernen Kreuzes ausgezeichnet. 1873 wurde die Bergschule durch den Anbau eines Seitenflügels erweitert. Zwei Schulbaumaßnahmen fielen in seine Amtszeit: Im Jahr 1882 wurde eine 8-stufigen Schule als Ersatz für die 6-stufige Bürger- und höhere Töchterschule und 1892 die Schule im Stadtteil Kültzschau neu gebaut. 1875 erfolgte seine Wahl in den Provinziallandtag der Provinz Sachsen.
Schrecker, der in Eilenburg das Haus Torgauer Straße 50 bewohnte, starb 1905. Er erhielt von der Stadt ein feierliches Begräbnis und wurde auf dem dortigen Stadtfriedhof beigesetzt. Das Grabmal ist erhalten.

### Schrecker als Freimaurer
Schrecker war Freimaurer. Am 8. März 1856 wurde er in die Freimaurerloge Zum treuen Verein in Wittenberg aufgenommen. Nachdem er 1858 nach Eilenburg gekommen war, engagierte er sich für die Gründung einer Loge in dieser Stadt. Er gehörte so 1859 zu den Gründungsmitgliedern des Freimaurerkränzchens Latomia in Eilenburg, deren Vorsitzender er 1860 wurde. 1862 ging aus dem Kränzchen die Freimaurerloge Zur Eule auf der Warte hervor, an deren Gründung Schrecker maßgeblich beteiligt war und deren erster Meister vom Stuhl er wurde. 1896 trat er aus gesundheitlichen Gründen vom Vorsitz der Loge zurück und wurde in Anerkennung seiner Verdienste zum Ehrenmeister ernannt. Schrecker war außerdem Ehrenmitglied der Großloge Royal York und weiterer Logen.

## Ehrungen
- 1870 oder 1871: Verleihung des Eisernen Kreuzes für seine Verdienste im Deutsch-Französischen Krieg
- 1893: Verleihung der Ehrenbürgerschaft in Eilenburg
- 1896: Ernennung zum Ehrenmeister der Loge Zur Eule auf der Warte in Eilenburg
- 1906: Benennung der Canalstraße in Eilenburg in Schreckerstraße
- 2013: Briefmarke der LVZ Post zu 42 Cent anlässlich des 150. Gründungsjubiläums der Freiwilligen Feuerwehr Eilenburg